# クージョ (アルゼンチン)

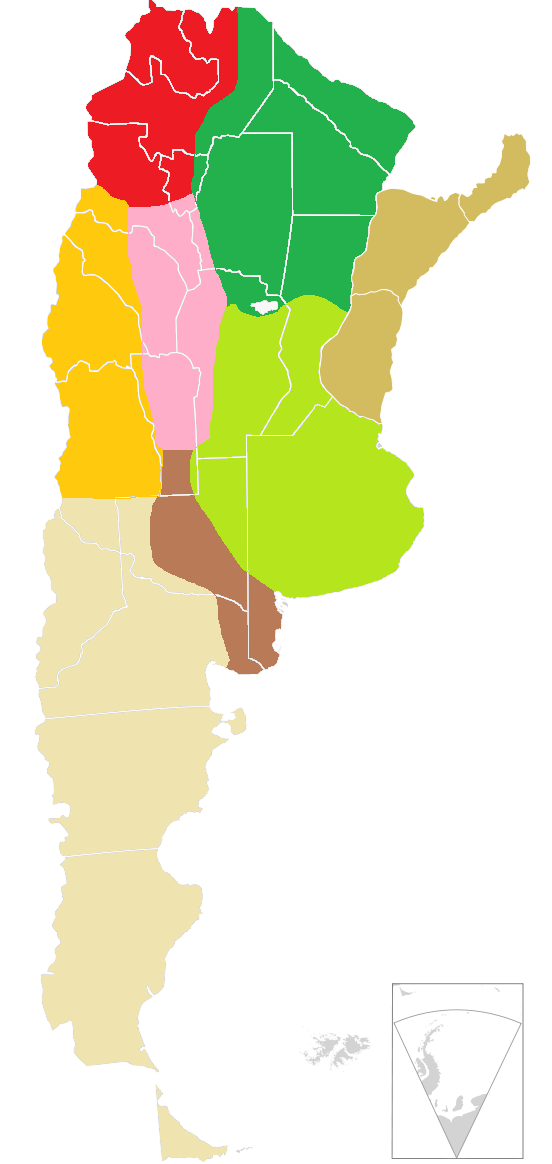
アルゼンチンの地方。クージョ地方はオレンジ色の地域

クージョ(スペイン語: Cuyo)は、アルゼンチンの中西部にある地域名である。ワインの生産が盛んな山岳地域である。歴史的にはサン・フアン州、サン・ルイス州、メンドーサ州の3州から成るが、現代ではラ・リオハ州も含めた4州が新クージョ(Nuevo Cuyo)と呼ばれる。新クージョは政治的・経済的なマクロ単位であるが、文化的にはラ・リオハ州はクージョではなく北西部の一部分である。

## 地理

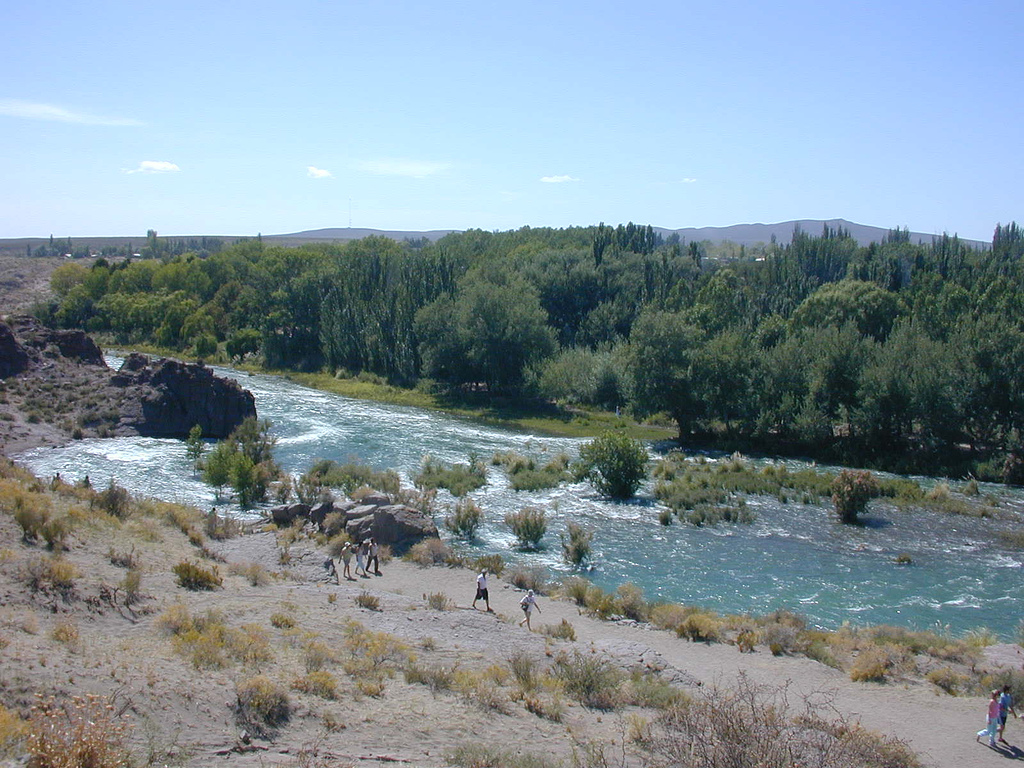
メンドーサ州のアトゥエル川

クージョにはアルゼンチンでもっとも人気のある観光地のいくつかや、南米大陸最高峰のアコンカグアを含むアンデス山脈の山々、イスチグアラスト州立公園などがある。土壌は乾燥して赤みを帯び、何本かの河川が地域を横切っている。河川のほとんどは山々に降った雪解水が流れ、春季には大幅に水量が増加する。デサグアデーロ川はベルメホ川、ビンチーナ川、サラド川の水を集め、コロラド川に達する。

## 文化

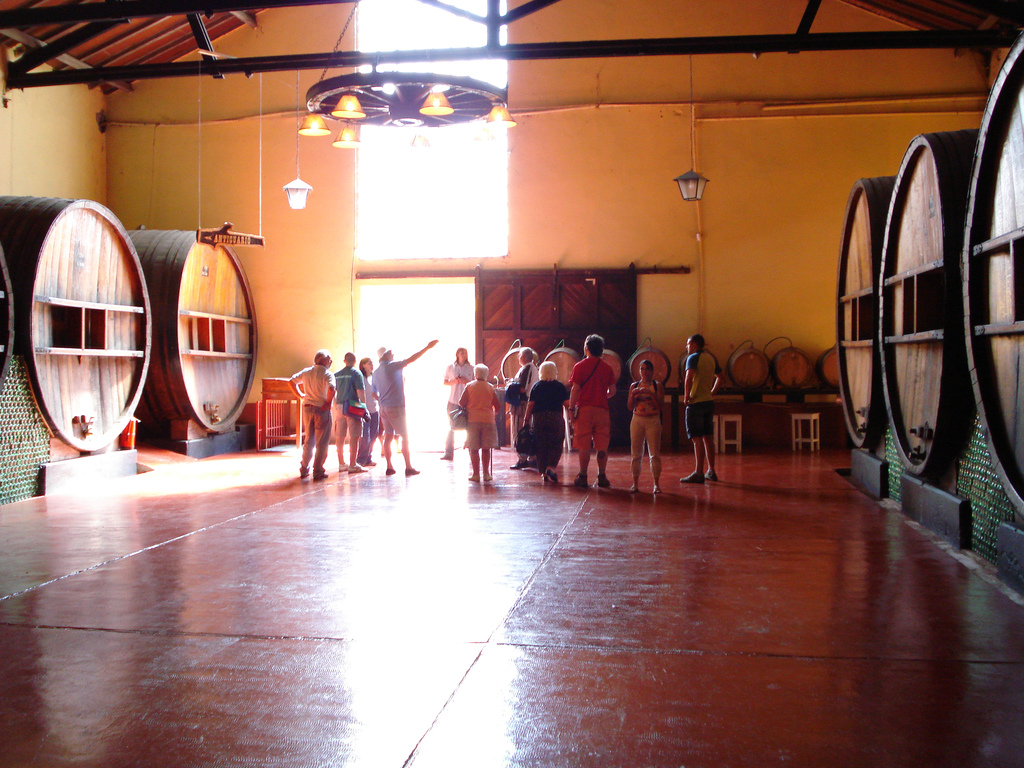
この地方特産のワイン醸造所

地域の主要な経済活動のひとつにブドウ栽培がある。クージョ地域で生産されるワインはアルゼンチン全体（アルゼンチン・ワイン）の80%におよび、この地域のワインは世界中で高く評価されている。オリーブ、ジャガイモ、トマト、果物なども生産し、菓子や保存食品なども製造している。採石業や石油開発もまた重要な産業のひとつである。クージョ地域の町は植民地時代の低層住宅や教会、狭い通りを特徴とし、近代的な町並みを持つ主要都市とは対照的である。1939年、クージョ地域でもっとも重要な高等教育機関である国立クージョ大学が設立された。メインキャンパスはメンドーサにあるが、クージョ地域外のリオ・ネグロ州にも学部を構えている。

## 観光

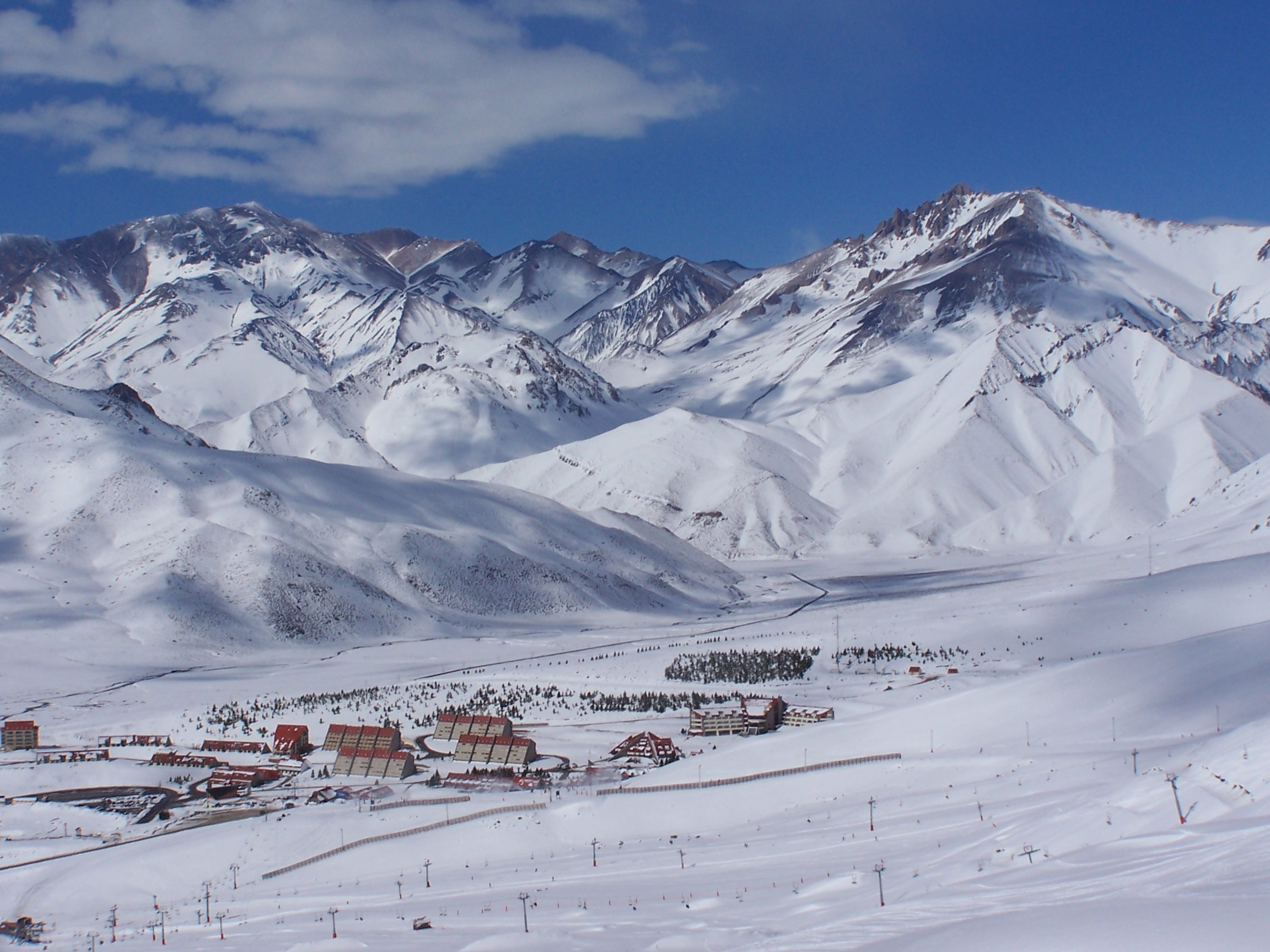
ラス・レニャス

クージョ地域はネイチャー・ツーリズムが重要な収入源であり、アコンカグア（南米大陸最高峰の山）、国民ブドウ収穫祭（メンドーサで行なわれる収穫祭）、ラス・レニャス（スノーリゾート）、ニャクニャン生物保護区、イスチグアラスト/タランパヤ自然公園群（奇石が立ち並ぶ世界自然遺産）などのような観光地には多くの観光客が訪れる。

## 統計
2001年の国勢調査によるクージョ地域各州の人口、面積、人口密度は以下のとおりである。クージョ全体の人口は約286万人であり、アルゼンチン全体の人口の7.8%である。クージョ全体の面積は約40万km2であり、アルゼンチン全体の面積の14%である。クージョ内で人口がもっとも多い州はメンドーサ州（約158万人）であり、クージョ全体の約55%を占める。
| 州             | 人口 （クージョ内比率） | 面積 （クージョ内比率） | 人口密度   |
| -------------- | ----------------------- | ----------------------- | ---------- |
| メンドーサ州   | 1,579,651人 (55.28%)    | 148,827km2 (36.76%)     | 10.6人/km2 |
| サン・フアン州 | 620,023人 (21.70%)      | 89,651km2 (22.14%)      | 6.9人/km2  |
| サン・ルイス州 | 367,933人 (12.88%)      | 76,748km2 (18.95%)      | 4.8人/km2  |
| ラ・リオハ州   | 289,983人 (10.15%)      | 89,680km2 (22.15%)      | 3.2人/km2  |
| クージョ       | 2,857,590人             | 404,906km2              | 7.1人/km2  |
| アルゼンチン   | 36,260,130人            | 2,780,403km2            | 13.0人/km2 |